# Wolfgang M. Schmitt
Wolfgang M. Schmitt junior (* 1988) ist ein deutscher Filmkritiker, Webvideoproduzent, Podcast-Moderator und Autor marxistischer Denkrichtung. Bekannt wurde er vor allem durch seinen YouTube-Kanal Die Filmanalyse.

## Leben und Wirken
Der 1988 geborene Wolfgang M. Schmitt wuchs in der Nähe von Koblenz auf.
Nach dem Abitur in Bendorf studierte Schmitt an der Universität Trier Germanistik, Philosophie und Kunstgeschichte. Im Anschluss an sein Masterstudium war er dort als wissenschaftlicher Mitarbeiter am Lehrstuhl für Neuere Deutsche Literatur tätig und begann mit der Arbeit an einer Dissertationsschrift über das Politische in Ernst Jüngers Spätwerk, die er aber nicht fertigstellte. Nebenher veröffentlichte er einige Beiträge für das Rezensionsforum literaturkritik.de. Im Jahr 2015 begann Schmitt als unabhängiger Berater am Institut für Zeitgenossenschaft (IFZ) zu arbeiten, zudem moderierte er dort gemeinsam mit Samira El Ouassil. Im Juni 2022 trat er in der Sendung Ich poste, also bin ich: Leben in der Influencer-Gesellschaft der SRF-Sendereihe Sternstunde Philosophie auf.
Als freier Journalist schreibt er Film- und Literaturkritiken unter anderem für die Rhein-Zeitung und Neues Deutschland, außerdem veröffentlicht er Gastbeiträge bei der Neuen Zürcher Zeitung, der Wochenzeitung der Freitag und der deutschen Ausgabe des Jacobin-Magazins. 2021 trat er auf der phil.cologne auf.
Schmitt lebt in Koblenz.

### Webvideos und Podcasts
Seit 2011 betreibt Schmitt den YouTube-Kanal Die Filmanalyse mit dem Motto „Kino anders gedacht!“. In den wöchentlich erscheinenden Videos bespricht er sowohl aktuelle Kinofilme als auch Filmklassiker, die er ideologiekritisch hinterfragt. Seit September 2022 veröffentlicht Schmitt Die Filmanalyse auch in englischer Sprache auf einem separaten YouTube-Kanal. Besonders Blockbuster wie Filme des Marvel Cinematic Universe oder Disney-Veröffentlichungen im Allgemeinen sagen seiner Ansicht nach immer auch etwas über die Gesellschaft aus, in der diese Filme entstehen, wobei er sich auf Siegfried Kracauer beruft. Vielen vermeintlich unpolitischen Filmen attestiert Schmitt neoliberale Versatzstücke und Denkmuster. Seine Kritiken weisen viele Bezüge zum Werk Karl Marx’ sowie zur Frankfurter Schule auf.
Seit Juni 2016 bis zur Einstellung der Sendung 2018 war Schmitt mit einer eigenen Rubrik fester Bestandteil der Sendung Serienkiller des Webvideosenders Massengeschmack-TV. Weiterhin war Schmitt seit seinem ersten Auftritt in der 53. Folge von Pantoffelkino wiederholt Gast in verschiedenen Formaten des Webportals. Beginnend mit einer Analyse zum sog. „Drachenlord“-Phänomen hatte er außerdem seit September 2018 eine Rubrik in dem Medienmagazin Mediatheke. Seinen letzten Auftritt hatte Schmitt auf Massengeschmack-TV in der 78. Mediatheken-Folge. In der 82. Ausgabe erklärte Holger Kreymeier, der Moderator der Sendung und Produzent hinter Massengeschmack-TV, dass Schmitt den Sender aufgrund politischer Differenzen einseitig verlassen habe. Schmitt selbst äußerte sich dazu jedoch nicht.
Seit März 2018 ist er wiederholt Gast in verschiedenen Sendungen des Webvideosenders Rocket Beans TV. Insbesondere im dortigen Filmmagazin Kino+ tritt Schmitt immer wieder bis heute auf.
Im Podcast Wohlstand für Alle beschäftigt er sich gemeinsam mit Ole Nymoen mit der Dekonstruktion von „Wirtschaftsmythen“. Der Titel bezieht sich auf das gleichnamige Buch von Ludwig Erhard. Als Motivation für den Podcast nennt Schmitt im Interview mit der taz: „Wirtschaftliche Themen sind im linken Spektrum vollkommen unterrepräsentiert. Es wird über Identitätspolitik gestritten, statt den Fokus auf die Wirtschaft zu legen.“
Einen Blick auf das politische Geschehen wirft Schmitt im Format Die Politikanalyse, das seit Sommer 2019 als neue Rubrik auf dem Kanal Jung & Naiv erscheint. Darin fasst er eine Sequenz von Interviews zusammen und stellt deren wesentlichen Kernaussagen gegenüber. Des Weiteren unterstützte er einige Male Tilo Jung als Co-Moderator im Format Jung & Live, in dem verschiedene Personen des öffentlichen Lebens, Politiker und Schriftsteller interviewt wurden.
2020 startete er zusammen mit Stefan Schulz den Podcast Die Neuen Zwanziger, der sich mit dem beginnenden Jahrzehnt der 2020er beschäftigt. In einem Interview mit der Tageszeitung Neues Deutschland äußerten Schmitt und Schulz, in dem Podcast werde die aktuelle Nachrichtenlage historisiert. Der Podcast schaue dabei nicht nur auf „Politik im engeren Sinne“, sondern „auf alles, was politisch bedeutsam ist“. Schwerpunkte seien Technik und Ökonomie.

### Buchautor
2021 erschien Influencer: Die Ideologie der Werbekörper, in dem er mit Ole Nymoen das Geschäft und Wirkung der Influencer analysiert.
Im September 2023 veröffentlichte Schmitt Die Filmanalyse: Kino anders gedacht, welches Transkripte von 120 Filmanalysen des YouTube-Formates als Text enthält, mit einem Vorwort von Regisseur Dominik Graf. 2024 veröffentlichte Schmitt gemeinsam mit Ole Nymoen mit Die kleinen Holzdiebe und das Rätsel des Juggernaut ein belletristisches Kinder- und Jugendbuch.

## Rezeption
Philipp Bovermann bewertet Schmitt in der Süddeutschen Zeitung als YouTube-„Reinkarnation“ eines „früheren Großkritiker-Typus“, des „zornigen, stolzen Verteidiger[s] von Kulturwerten“. Max Knieriemen (SWR2) sieht Schmitts Kanal Filmanalyse im Jahre 2020 als eine „feste Größe in YouTube-Deutschland“, der „aufgrund mangelnder Konkurrenz“ herausrage.

## Schriften
- mit Ole Nymoen: Influencer: Die Ideologie der Werbekörper. Suhrkamp, Berlin 2021, ISBN 978-3-518-07640-8 (192 S.).
- Die Filmanalyse. Kino anders gedacht. Seidelman & Company, Herzogenrath 2023, ISBN 978-3-96034-341-7 (724 S.).
- mit Ole Nymoen: Die kleinen Holzdiebe und das Rätsel des Juggernaut. Insel Verlag, Berlin 2024, ISBN 978-3-458-64477-4 (272 S.).
- Selbst Schuld! Hrsg.: Ann-Kristin Tlusty, Wolfgang M. Schmitt. Hanser Verlag, München 2024, ISBN 978-3-446-28130-1 (256 S.).